# Brezovica pri Dobu
Brezovica pri Dobu – wieś w Słowenii, w gminie Domžale. W 2018 roku liczyła 55 mieszkańców.